# Bonrepòs i Mirambell
Bonrepòs i Mirambell, en valencien et officiellement, (Bonrepós y Mirambell en castillan), est une commune d'Espagne de la province de Valence dans la Communauté valencienne. Elle est située dans la comarque de l'Horta Nord et dans la zone à prédominance linguistique valencienne.

## Géographie

Localisation de Bonrepòs i Mirambell
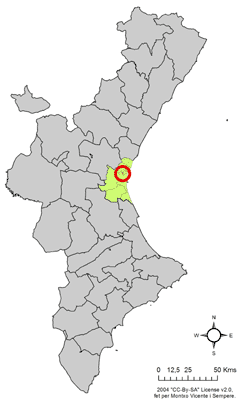
dans la Communauté valencienne.
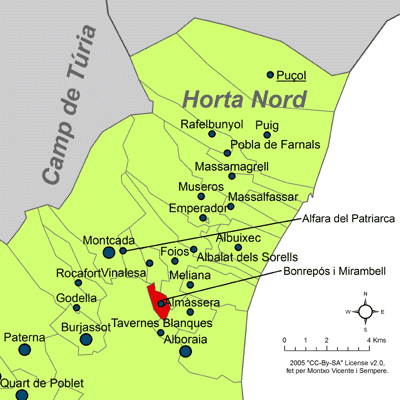
dans la comarque de l'Horta Nord.

### Sources
- (es) Varaciones de los municipios de España desde 1842, Ministerio de administraciones públicas, octobre 2008, 364 p. (lire en ligne) [PDF]